# 앨리슨 재니
앨리슨 재니(Allison Janney, 1959년 11월 19일 ~ )는 미국의 배우이다.

## 출연 작품

### 영화
- 스트럭 바이 라이트닝 - 셰릴 필립스 역
- 어 싸우전드 워즈 - 사만샤 데이비스 역
- 리버럴 아츠
- 셀리아 - 셀리아 역
- 사랑이 필요할 때 - 브론윈 역
- 더 웨이, 웨이 백 - 베티 역
- 브라이티스트 스타 - 천문학자 역
- 배드 워즈
- 마스터즈 오브 섹스 - 마거릿 스컬리 역
- 천재강아지 미스터 피바디 - 그루니온 부인 역
- 한 번 더 해피엔딩 - 메리 웰던 역
- 더 매니저
- 타미 - 뎁 역
- 데이즈 앤 나이츠 - 엘리자베스 역
- 스파이 - 일레인 크로커 역
- 미니언즈 - 매지 넬슨 역
- 퀸가가 아니어도 좋아 - 도티 역
- 엘에이 문라이트 (2015, The Night Is Young)
- 도리를 찾아서 - 피치 역
- 미스 페레그린과 이상한 아이들의 집 - 닥터 골란 역
- 걸 온 더 트레인 - 라일리 형사 역
- 탈룰라
- 아이, 토냐 - 라보나 골든 역
- 해프닝 오브 모뉴멘탈 프로포션
- 선 독스
- 밤쉘
- 아담스 패밀리 - 마고 니들러 역
- 크리에이터 - 하웰 역

### 텔레비전
- 웨스트 윙 (1999-2006, NBC) - C.J., 백악관 대변인 (후에 비서실장) 역
- 맘 (2013-21CBS)